# Hockey su ghiaccio al VI Festival olimpico invernale della gioventù europea
Le gare di hockey su ghiaccio al VI Festival olimpico invernale della gioventù europea si sono svolte dal 25 al 31 gennaio 2003 a Bled, in Slovenia.
L'unico torneo disputato è stato il torneo maschile.

## Podi

### Ragazzi
| Evento          | Oro    | Argento | Bronzo    |
| Torneo maschile | Russia | Svezia  | Finlandia |